# Markt Rettenbach

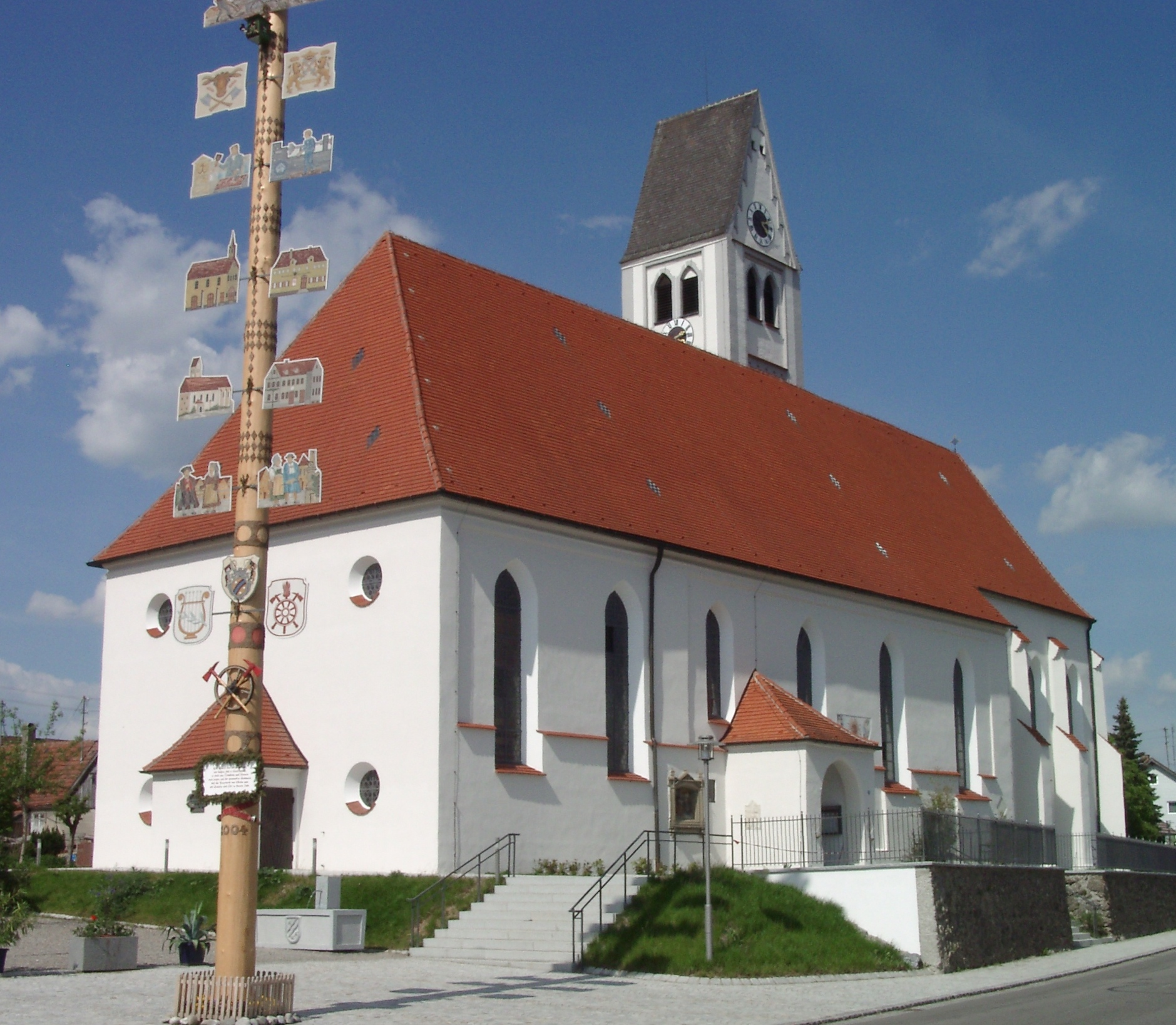
Kościół pw. św. Jakuba (St. Jakob)

Markt Rettenbach – gmina targowa w Niemczech, w kraju związkowym Bawaria, w rejencji Szwabia, w regionie Donau-Iller, w powiecie Unterallgäu. Leży w Allgäu, około 13 km na południowy zachód od Mindelheimu.

## Demografia
| Rok  | Liczba mieszk. |
| ---- | -------------- |
| 1970 | 3 226          |
| 1987 | 3 282          |
| 2000 | 3 652          |

## Polityka
Wójtem gminy jest Alfons Weber (CSU/ÜWG), rada gminy składa się z 16 osób.
|      | CSU/ÜWG | FW | Bunte Liste | SPD | FWG | Razem |
| 2008 | 7       | 4  | 5           | -   | -   | 16    |
| 2002 | 10      | -  | -           | 2   | 6   | 16    |

## Oświata
W gminie znajduje się przedszkole (149 miejsc i 134 dzieci) oraz szkoła (21 nauczycieli i 349 uczniów).